# Зильберштейн, Маркус
Маркус Зильберштейн (пол. Markus Silberstein; 19 марта 1833, Прашка, Царство Польское — 4 марта 1899, Ницца) — польский предприниматель еврейского происхождения.
Сын торговца Иоахима Зильберштейна (ум. 1885). Получил как еврейское религиозное, так и коммерческое образование. Начал работать счетоводом в компании Рудольфа Киндлера в Пабьянице. В 1860 г. был направлен Киндлером в Лодзь в качестве торгового представителя. В 1863 г. открыл в Лодзи собственное дело. В 1865 г. женился на Хадассе (Терезе) Кон (1842—1914), дочери варшавского купца Мойзеша Кона; к этому времени состояние Зильберштейна оценивалось в 6000 рублей, а приданое невесты составило 2250 рублей серебром и ещё на 1250 рублей в украшениях. С 1866 г. возглавил собственный торговый дом. С 1878 г. руководил предприятием по производству шерстяных и хлопчатобумажных тканей. В 1891 г. объединил свои бизнесы в Акционерное общество Зильберштейна с уставным капиталом в два миллиона рублей, оставив себе контрольный пакет и распределив остальные акции среди родственников. В 1894—1896 гг. были построены новые здания текстильной фабрики Зильберштейна: сперва административный корпус, а затем масштабный производственный корпус в неоготическом стиле по проекту Адольфа Зелигсона.

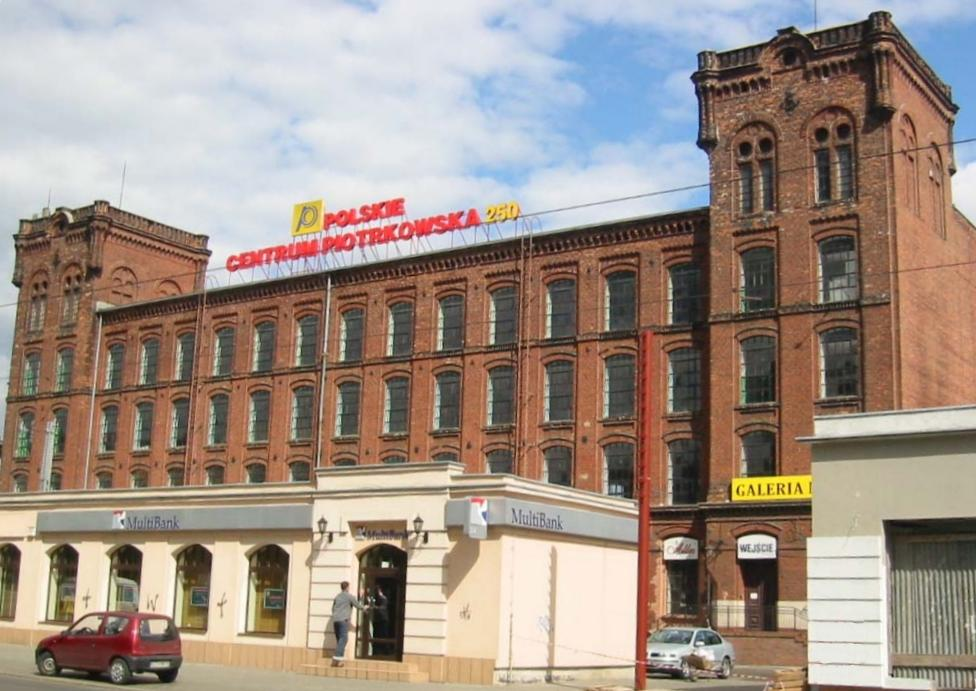
Производственный корпус текстильной фабрики Зильберштейна (2004)

Как благотворитель возглавлял в Лодзи Общество посещения больных (1881—1887), основал лодзинскую Талмуд-тору (1890) и Дом еврейских сирот (1892), присвоив ему имя своего трагически погибшего племянника Станислава Зильберштейна. В 1880-е гг. участвовал в финансировании строительства Большой синагоги, а по окончании строительства подарил синагоге богато украшенный парохет. Покровительствовал Зелигсону и художнику Самуилу Гиршенбергу. Свою библиотеку оставил Центральной иудейской библиотеке в Варшаве.
Умер в Ницце, но похоронен в Лодзи, мавзолей на могиле выстроен по проекту Зелигсона.

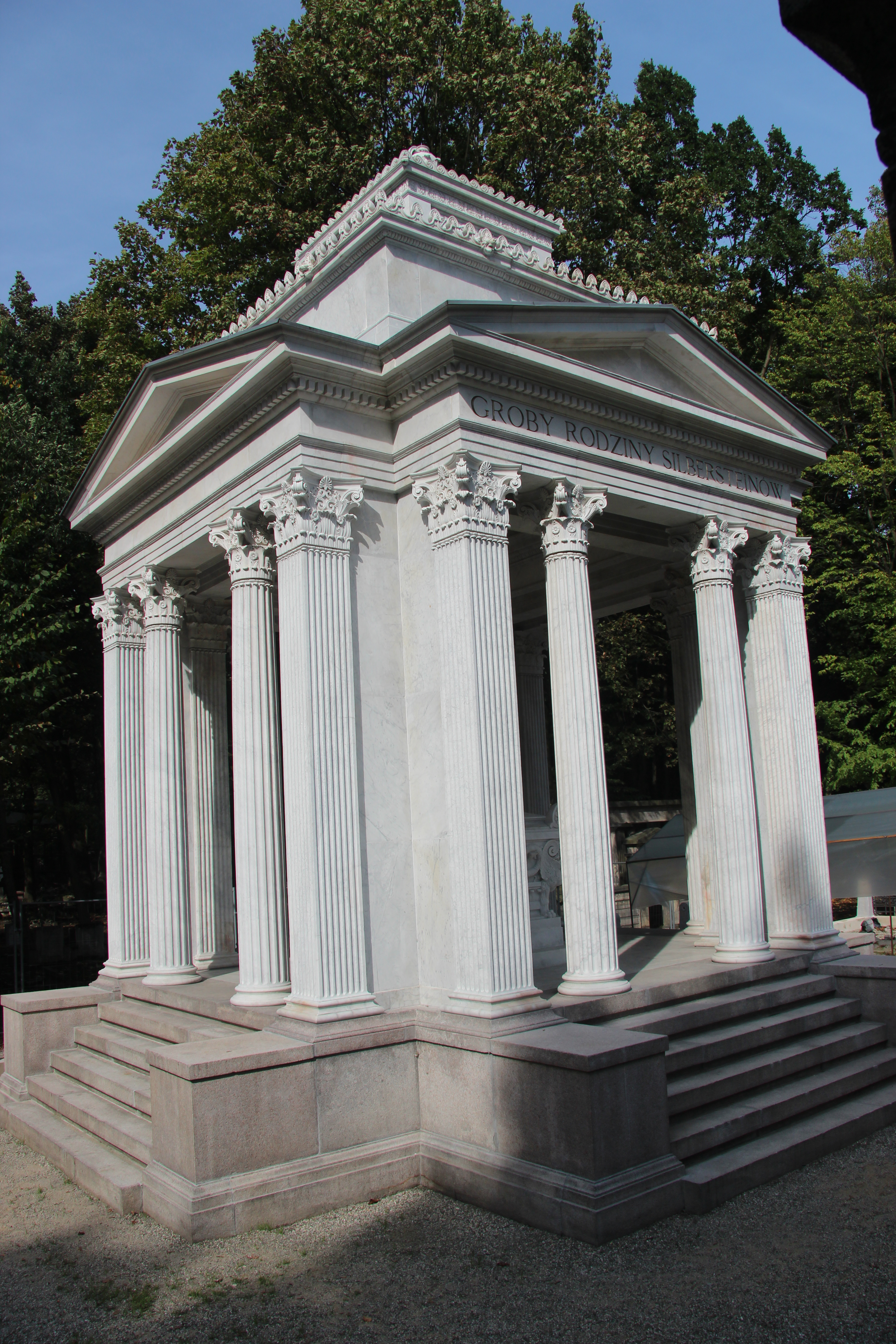
Мавзолей Маркуса и Терезы Зильберштейнов на Новом еврейском кладбище в Лодзи

Дело Зильберштайна продолжили сыновья, Станислав (1869—1942, погиб в концентрационном лагере Освенцим) и Мечислав (1876—1907, убит восставшими рабочими во время революции 1905—1907 гг.). Дочь Сара (1872—1938) вышла замуж за Мауриция Познанского (1868—1937), сына Израиля Познанского.